# Paul Jausions
Dom Paul Jausions OSB (ur. 15 listopada 1834 w Rennes, zm. 9 września 1870 w Vincennes w stanie Indiana) – francuski benedyktyn i pisarz muzyczny, działacz na rzecz odnowy chorału gregoriańskiego.

## Życiorys
W 1856 roku wstąpił do benedyktyńskiego opactwa św. Piotra w Solesmes. Tam rozpoczął studia nad chorałem gregoriańskim pod kierownictwem Prospera Guérangera. Pracował razem z Josephem Pothierem, któremu pomógł w gromadzeniu materiałów do pracy Les mélodies grégoriennes d’après la tradition (1880). W 1864 roku wydał Directorium chori monastici. Dokonał reformy chorału gregoriańskiego na podstawie interpretacji tonicznego akcentu, przyjętą następnie do ksiąg liturgicznych i psałterzy w Solesmes. Prowadził badania nad dawnymi księgami chorałowymi w bibliotekach w Paryżu, Le Mans i Angers i sporządzał ich kopie. W 1869 roku został wysłany przez Prospera Guérangera do Ameryki Północnej w celu zebrania materiałów do biografii biskupa Simona Bruté de Rémur. Zmarł podczas podróży powrotnej do Francji.
Pełny spis prac Jausionsa znajduje się w Bibliographie des Bénédictins de la congrégation de France (1907).